# Mia Ceran
Mia Ceran (Treviri, 15 novembre 1986) è una giornalista e conduttrice televisiva tedesca.

## Biografia
Nasce nel 1986 a Treviri, nella Repubblica Federale di Germania, da padre tedesco di professione dentista, e madre bosniaca. Giornalista professionista dal 2011, cresce fino all'età di 13 anni negli Stati Uniti d'America per poi trasferirsi a Roma. Consegue il bachelor's degree in Business Administration presso la John Cabot University di Roma.
Dopo uno stage alla sede romana della CNN, collabora con Mediaset per Matrix, talk di Canale 5, e Studio Aperto, telegiornale di Italia 1, divenendo giornalista professionista nel 2011. Dal 2011 al 2013 lavora per LA7, prima come inviata del programma economico L'aria che tira e poi per In onda estate. Passata nel 2013 su Rai 3, ha lavorato dapprima alla trasmissione Agorà conducendo nel 2015 e nel 2016, insieme con Alessio Zucchini, il programma di Rai 1 Unomattina estate. Nel 2016 partecipa, prima come opinionista e poi con una sua rubrica, a TV Talk, il talk show dell'ora di punta del sabato di Rai 3 condotto da Massimo Bernardini. Nelle stagioni televisive 2015-2016 e 2016-2017 prende invece parte come inviata e ospite fisso a Quelli che il calcio, condotto da Nicola Savino e la Gialappa's Band su Rai 2.
Sempre su Rai 2 conduce, da febbraio a giugno 2017, insieme con il Mago Forest e la Gialappa's Band, il programma della primissima serata Rai dire Niùs. Dalla stagione 2017-2018 torna a Quelli che il calcio, sempre sullo stesso canale, in veste di co-conduttrice con Luca e Paolo. Dal 5 marzo 2018 è conduttrice, sempre con Luca e Paolo, dello spin-off Quelli che... dopo il TG sulla stessa rete. Nel novembre 2018 è lei a coprire il ruolo di conduttrice principale dei sorteggi per la fase finale del Campionato europeo di calcio Under-21 2019 in Italia. Il 29 dicembre 2019 conduce su Rai 2 il programma Il Campionato fa 90, serata celebrativa per i novant'anni della Serie A, insieme a Luca e Paolo. Nel 2020 partecipa come ospite al programma televisivo di Rai 2 Improvviserai.
Dal 2020 conduce un podcast su Spotify, chiamato The Essential.
Da settembre 2022 conduce il nuovo programma televisivo Nei tuoi panni dal lunedì al venerdì su Rai 2.
Dal 28 settembre 2024 conduce su Rai 3 TV Talk al posto di Massimo Bernardini.

### Vita privata
È madre di due figli: Bruno, nato il 7 agosto 2021, e Lucio, nato il 13 marzo 2023.

## Televisione
- L'aria che tira (LA7, 2011-2013) Inviata
- In onda Estate (LA7, 2013) Inviata
- Agorà (Rai 3, 2013-2014)
- Millennium (Rai 3, 2014)
- Premio Biagio Agnes (Rai 1, 2015)
- Unomattina Estate (Rai 1, 2015-2016)
- Quelli che il calcio (Rai 2, 2015-2021)[8]
- Euromattina (Rai 1, 2016)
- Rai dire Niùs (Rai 2, 2017)
- Presentazione Giro d'Italia (Rai 2, 2017)
- Quelli che... dopo il TG (Rai 2, 2018)
- Premio Campiello (Rai 5, 2018)
- Sorteggi Fase Finale Europei Under 21 (Rai 2, 2018)
- Il campionato fa 90 (Rai 2, 2019)
- Quelli che il lunedì (Rai 2, 2021)
- Nei tuoi panni (Rai 2, 2022-2023)
- TV Talk (Rai 3, dal 2024)

## Podcast
- The Essential (dal 2020; Premio Biagio Agnes 2024 per la categoria Generazione Digitale-Podcast[9])